# Лапуи
Лапуи́, или Кале́-йе-Лапуи́, или Кале́-и-Лапуи́ (перс. لپوئی‎) — небольшой город на юге Ирана, в провинции Фарс. Входит в состав шахрестана Шираз. По данным переписи, на 2006 год население составляло 4 975 человек.

## География
Город находится в центральной части Фарса, в горной местности юго-восточного Загроса, на высоте 1 578 метров над уровнем моря.
Лапуи расположен на расстоянии приблизительно 20 километров к северо-востоку от Шираза, административного центра провинции и на расстоянии 660 километров к юго-юго-востоку (SSE) от Тегерана, столицы страны.